# Gürkan Sermeter
Gürkan Sermeter, né le 14 février 1974 à Wädenswil, est un footballeur suisse d'origine turque. Il évolue au poste de milieu de terrain.

## Clubs successifs
- 1993-1995 :  Grasshopper Zürich
- 1995-1996 :  BSC Young Boys
- 1996-1998 :  FC Lucerne
- 1998-2000 :  Grasshopper Zürich
- 2000-2006 :  BSC Young Boys
- 2006-2008 :  FC Aarau
- 2008-2012 :  AC Bellinzone[1]